# Szalona Dziura
Szalona Dziura (słow. Priepasť na Hlúpom, cz. Propástka na Hlúpém vrchu, Propast na Hlúpém, węg. Bolond-szakadék, niem. Törichter Schlucht) – niewielka jaskinia w Tatrach Bielskich, w ich głównej grani pomiędzy Szalonym Wierchem a Szaloną Przełęczą. Jej otwór usytuowany jest na wysokości 1989 m n.p.m. (według starszego pomiaru 1996 m).
Jaskinia ma długość około 26 metrów i głębokość około 15 metrów. Ma charakter studni. Eksponowany ku górze otwór Szalonej Dziury ma długość 8 metrów i szerokość 2 metrów. Mniej więcej w 1/3 jego długości znajduje się most skalny, dzielący go na dwie części. Prowadząca od otworu w dół studnia ma głębokość 13 metrów, licząc od górnej krawędzi, a na jej dnie zalega nawet w lecie śnieg.
Jaskinia powstała prawdopodobnie w szczelinie tektonicznej, która została poszerzona przez procesy wietrzenia mrozowego. Utworzyła się w wapieniach murańskich, których warstwa ma tu miąższość około 13–14 metrów. Wapienie te leżą na niekrasowiejących marglach neokomskich i tworzą w grani Szalonego Wierchu pas niewielkich skałek wyróżniających się jasną barwą. Otwór jaskini zlokalizowany jest pod wysuniętą najdalej na północny wschód turniczką.
Szalona Dziura została pomierzona i opisana po raz pierwszy szczegółowo przez czeskiego geologa Josefa Sekyrę, który odwiedził ją 23 sierpnia 1950 roku. Sekyra określił głębokość jaskini na 13 metrów, sporządził też jej plan. W trakcie badań jaskini przeprowadzonych w 2018 roku przez członków klubu jaskiniowego z Białej Spiskiej zmierzono całkowitą długość korytarzy (26 metrów) i osiągnięto głębokość 15 metrów.
W przewodnikach taternickich Witolda Henryka Paryskiego oraz Władysława Cywińskiego jako Szalona Dziura opisany jest błędnie inny obiekt jaskiniowy, usytuowany około 50 metrów od Szalonej Przełęczy, przy czym Władysław Cywiński wzmiankuje dziurę również w lokalizacji tożsamej z jaskinią opisaną przez Josefa Sekyrę. Jaskinia w pobliżu Szalonej Przełęczy ma dwa otwory położone po przeciwnych stronach grani (stanowi tunel), przy czym otwór północny położony jest niżej (1940 m) niż południowy (1943 m). Została ona pod koniec II wojny światowej sztucznie powiększona przez niemiecki oddział wojskowy i przekształcona w rodzaj bunkra. Łączność zapewniała linia telefoniczna doprowadzona na słupach z Jaworzyny Tatrzańskiej przez Dolinę Zadnich Koperszadów i Przełęcz pod Kopą. Stanowiska systemu obrony zostały opuszczone bez walki przed nadejściem wojsk radzieckich.